# Croton pulegiodorus
Espèce
Croton pulegiodorus est une espèce de plantes à fleurs du genre Croton et de la famille des Euphorbiaceae, présente au Brésil (Bahia, Minas Gerais).
Il a pour synonyme :
- Croton tristis, Müll.Arg., 1865
- Oxydectes pulegiodora, (Baill.) Kuntze